# Çiroz salatası
Çiroz salatası (turc: amanida de çiroz) o Çiroz balığı salatası (turc: amanida de peix çiroz) és una amanida a la cuina turca.
Aquesta amanida es fa amb çiroz (significa verat sec en llengua turca), anet, oli d'oliva, i suc de llimona o vinagre. La creixent escassetat de verat en aigües turques posa en perill l'amanida de çiroz a la cuina turca.
La paraula çiroz ve del grec tsíros (τζύρος/τζήρος), que significa tenalla d'oli o de salaó.